# Lagen om elektronisk kommunikation
Lagen om elektronisk kommunikation (2003:389) (ofta förkortat LEK) reglerar användningen av telenät och radio som kommunikationsmedel och trädde i kraft den 25 juli 2003 och ersatte då radiolagen och telelagen.
Till lagen hör motsvarande förordning: Förordning om elektronisk kommunikation enligt vilken Post- och Telestyrelsen ska utfärda föreskrifter, fördela tillstånd och frekvenser, utöva tillsyn m.m. Det är även Post- och Telestyrelsen som utfärdar föreskrifter rörande (nätägares medverkan i samband med) verkställighet av hemlig teleavlyssning.
Såväl lag som förordning reglerar jämte radiotrafik i lika stor utsträckning även kommunikation via tråd, internet m.m. Enligt bestämmelserna inom detta område ska ägare av telenät i krigstid ställa försvaret sina tjänster till förfogande utan ersättning.
Enligt förordningens 14 § råder generellt förbud mot störsändare med undantag för sådana som behövs för verksamhet inom Försvarsmakten, Försvarets radioanstalt och Försvarets materielverk. Post- och Telestyrelsen får dock efter ansökan från Kriminalvården undanta anläggningar (störsändare) ägnade att störa ut mobiltelefonsystem inom häkten och fängelser.
Reglerna för användningen av webbkakor regleras av LEK. Alla som besöker svenska webbplatser ska informeras om vad kakor används till och ges möjlighet att vägra sådan användning.

## Anmälningssplikt
2 kap. Anmälan
1 § Allmänna kommunikationsnät av sådant slag som vanligen tillhandahålls mot ersättning eller allmänt tillgängliga elektroniska kommunikationstjänster får endast tillhandahållas efter anmälan till den myndighet som regeringen bestämmer